# Cortinarius lepidus
Cortinarius lepidus är en svampart som beskrevs av Moënne-Locc. 1997. Cortinarius lepidus ingår i släktet Cortinarius och familjen spindlingar.   Inga underarter finns listade i Catalogue of Life.